# Otto Vossen
Otto Vossen (* 12. Februar 1906 in Dortmund; † 27. Februar 1998) war ein deutscher Ingenieur und Versicherungsmanager. Von 1963 bis 1973 war er Vorstandsvorsitzender der Colonia Versicherung AG und bis November 1975 Präsident des Gesamtverbandes der Deutschen Versicherungswirtschaft. Bei der Colonia war er maßgeblich am Wachstum des Unternehmens beteiligt und legte den Grundstein für die heutige Position des deutschen Axa-Teilkonzerns.

## Werdegang
Otto Vossen studierte Ingenieurwesen und war als Dipl.-Ing. tätig. 1931 trat er seine erste Stelle im Versicherungsbereich an, als er in den Dienst der damaligen Gladbacher Feuerversicherung in seiner Heimatstadt Dortmund eintrat. Nach dem Zweiten Weltkrieg, in dem er bis zum Dienstgrad eines Offiziers befördert worden war, kehrte er als stellvertretendes Vorstandsmitglied bei der Kölner Colonia Versicherung AG in die Versicherungsbranche zurück. 1951 wurde er zum ordentlichen Vorstandsmitglied des Vorstands bestellt, 1963 übernahm er den Vorstandsvorsitz. Unter seiner Leitung wurde das Unternehmen insbesondere durch eine Reihe von Fusionen mit anderen namhaften Versicherungsgesellschaften zu einem der bedeutenden Versicherungsunternehmen Deutschlands. So wuchs das Unternehmen 1969 durch die Übernahme der in Lübeck ansässigen National zur Nummer zwei hinter der Allianz-Versicherung, die Colonia-National-Gruppe hatte dabei 1970 einen Anteil von zirka sechs Prozent am deutschen Versicherungsmarkt. Im folgenden Jahr wurden die Gladbacher Feuerversicherung mit den zugehörigen Unternehmen der Versicherungsgruppe übernommen, so dass innerhalb von zwei Jahren alleine die Beschäftigtenzahl des Konzerns von 1669 auf 5286 anstieg. Gleichzeitig stärkte Vossen die Marke Colonia, in dem die zentralen Unternehmen des somit entstandenen Großkonzerns ab 1971/72 unter diesem Namen firmierten: So wurde etwa die Union Krankenversicherung in Colonia Krankenversicherung, die Concordia Lebensversicherung in Colonia Lebensversicherung und die Dortmunder Deutsche Union Bausparkasse in Colonia Bausparkasse umbenannt. Am 31. Juli 1973 schied er aus dem Amt und dem Vorstand der Konzernmutter aus.
Vossen engagierte sich neben seiner Tätigkeit für die Colonia auch als Verbandsfunktionär in der Versicherungsbranche. In den 1960er Jahren leitete er zeitweise als Vorsitzender den Verband der Sachversicherer. 1973 übernahm er von Hermann Stech das Amt des Vorsitzenden des Gesamtverbandes der Deutschen Versicherungswirtschaft, das er zwei Jahre später an Arno Paul Bäumer übergab. In den 1950er Jahren hatte er zudem einen Lehrauftrag für Versicherungs- und Taxationswesen sowie Schadenverhütungs- und Schadenbekämpfungstechnik an der Technischen Hochschule Aachen inne.
1972 wurde Vossen mit dem Großen Verdienstkreuz des Verdienstordens der Bundesrepublik Deutschland ausgezeichnet.
1967 wurde Vossen von Kardinal-Großmeister Eugène Kardinal Tisserant zum Ritter des Ritterordens vom Heiligen Grab zu Jerusalem ernannt und am 29. April 1967 in Münster durch Lorenz Kardinal Jaeger, Großprior der deutschen Statthalterei, investiert. Vossen war seit 1926 Mitglied der katholischen Studentenverbindung KDStV Burgundia München.

## Ehrungen und Auszeichnungen
- Ernennung zum Ritter vom Heiligen Grab (1967)
- Bundesverdienstkreuz (1972)
- Heinrich-Henne-Medaille der Vereinigung zur Förderung des Deutschen Brandschutzes (1978)

## Schriften
- Moderne Feuerversicherungsprobleme in Deutschland, 1969
- Die Sachversicherung von Atomanlagen, 1969